# Каукенес (провинция)
Провинция Каукенес  (исп. Provincia de Cauquenes) — провинция в Чили в составе области Мауле. 
Включает в себя 3 коммуны.
Территория — 3027,2 км². Численность населения — 56 940 жителей (2017). Плотность населения — 18,81 чел./км².
Административный центр — Каукенес.

## География
Провинция расположена на западе области Мауле.
Провинция граничит:
- на севере — провинция Талька
- на востоке — провинция Линарес
- на юге — провинции Итата и Пунилья
- на западе — Тихий океан

## Административное деление
Провинция включает в себя 3 коммун:
- Каукенес. Админ.центр — Каукенес.
- Чанко. Админ.центр — Чанко.
- Пельюуэ. Админ.центр — Куранипе.

## Демография
Согласно сведениям, собранным в ходе переписи 2017 г. Национальным институтом статистики (INE),  население провинции составляет:
| Полное население                            | Полное население                            | Полное население                            | Полное население                            | Полное население                            | 56 940 |
| ------------------------------------------- | ------------------------------------------- | ------------------------------------------- | ------------------------------------------- | ------------------------------------------- | ------ |
| в том числе:                                | Городское население                         | 41 116                                      | Процент городского населения, %             | 72,21                                       |        |
|                                             | Сельское население                          | 15 824                                      | Процент сельского населения, %              | 27,79                                       |        |
|                                             | Мужское население                           | 27 529                                      | Процент мужского населения, %               | 48,35                                       |        |
|                                             | Женское население                           | 29 411                                      | Процент женского населения, %               | 51,65                                       |        |
| Плотность населения, чел/км²                | Плотность населения, чел/км²                | Плотность населения, чел/км²                | Плотность населения, чел/км²                | Плотность населения, чел/км²                | 18,81  |
| Население провинции в % к населению области | Население провинции в % к населению области | Население провинции в % к населению области | Население провинции в % к населению области | Население провинции в % к населению области | 5,45   |